# Coccinellidae
Coccinellidae sunt o familie de gândaci emisferici, zburători, care sunt răspândiți în întreaga lume și ale căror elitre au de obicei un număr diferit de pete vizibile. Multe specii se hrănesc cu afide. 
Coccinellidae sunt populare în rândul populației și au o mare varietate de nume în limba colocvială locală respectivă. Cele de culoare roșie sunt cunoscute sub numele de Buburuze sau Mămăruțe. Popularitatea se bazează, printre altele, pe faptul că sunt utile în horticultură și agricultură, deoarece mănâncă până la 3000 de păduchi de plante sau acarieni , în funcție de specie , numai în perioada lor larvară . Sunt variable ca aspect, ceea ce face dificilă identificarea. 
Buburuzele pot zbura bine și pot atinge 75 până la 91 de bătăi de aripi pe secundă. Unele specii   sunt atrase noaptea de lumina artificială. Acest lucru sugerează zboruri nocturne de dispersie.

### Ciclul vieții
- 1. Ouă
- 2. Ou.
- 3, 4. Larvă.
- 5, 6. Pupă.

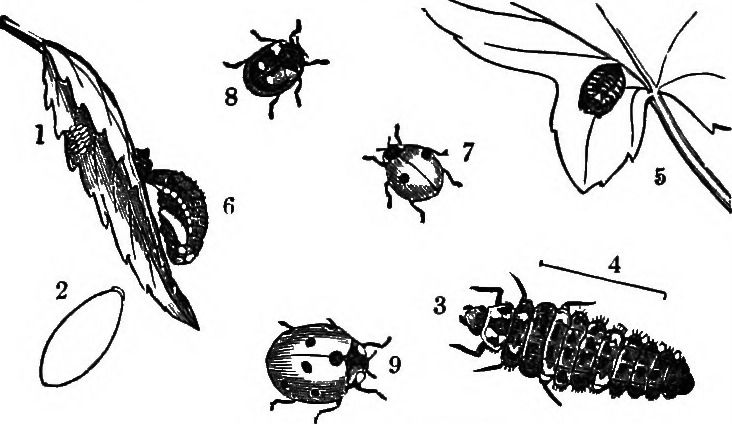
Etapele vieții unei buburuze

- 7, 8. Buburuză cu două puncte (A. bipunctata).
- 9. Buburuză cu șapte puncte (C. septempunctata).

### Trăsături

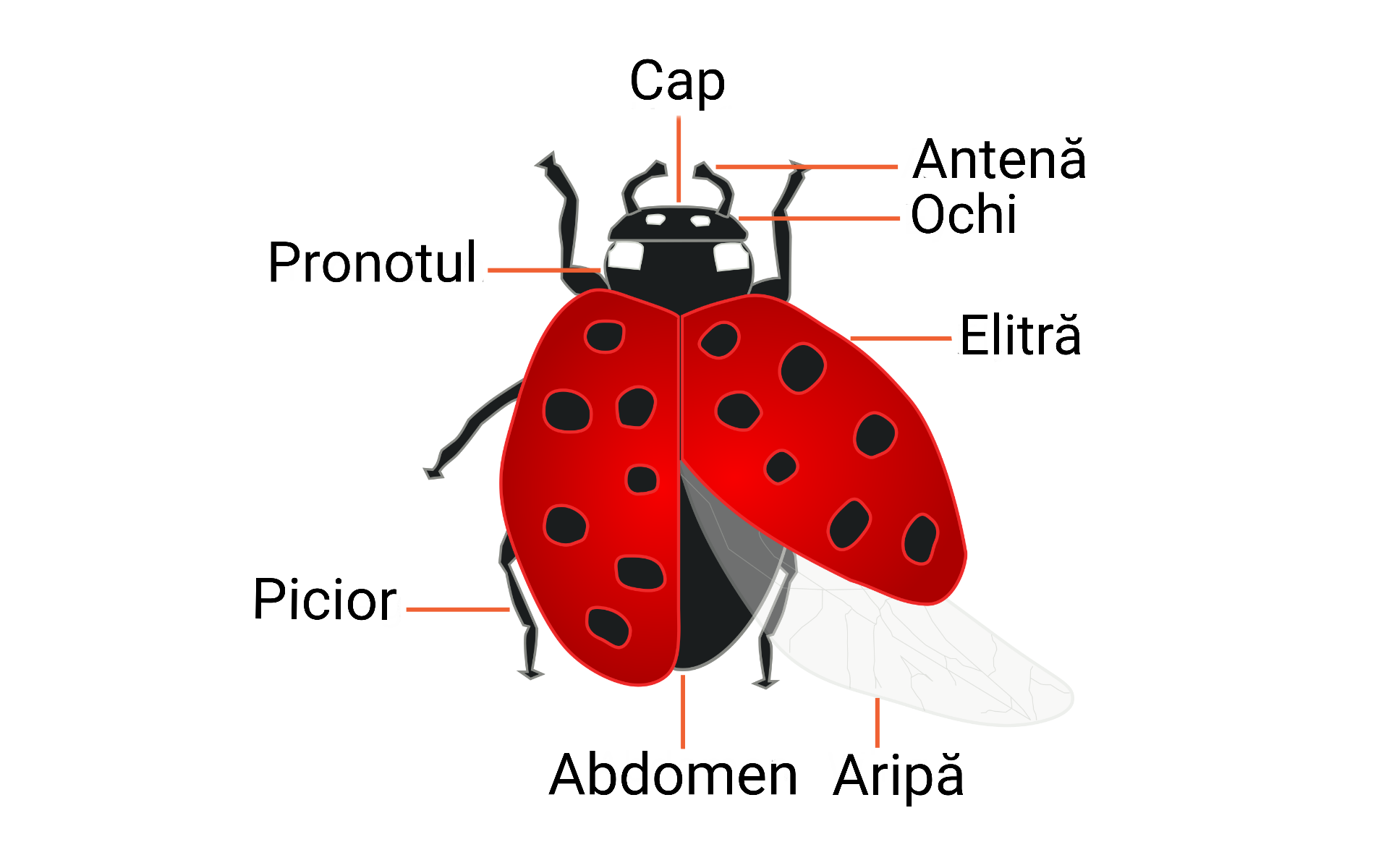
Anatomie Coccinellidae

Dimensiunea corpului variază de la 1 la 12 milimetri. Capul, pieptul și partea inferioară sunt în mare parte negre. Culoarea capului depinde în mare măsură de culoarea corpului. Antenele sunt relativ lungi. Capetele maxilarului speciilor din Europa Centrală sunt în formă de secure. Unele specii au corpul păros, dar elitrele celor mai cunoscute specii sunt complet netede. La unele specii  marginea elitrelor este mai mult sau mai puțin puternic îndoită în sus.

### Colorit
Culoarea corpului poate varia de la bej deschis la galben, portocaliu, toate nuanțele de maro, roz, roșu până la negru. Cele mai cunoscute buburuze au elitre roșii, galbene, negre sau maro. La specia Sospia vigintiguttata, gândacii sunt maronii în primul an și devin negri doar în timpul iernii. Influențele mediului afectează decolorarea. Poate apărea de la temperaturi sub 20 °C și este accelerată de umiditatea ridicată și redusă de expunerea puternică la lumină.
La unele specii există și colorații diferite în cadrul speciei, așa că există buburuza roșie cu pete negre, dar și mai rar invers cu corpul negru și pete roșii (melanism) . În zonele maritime, umede și în marile zone metropolitane cu industrie puternică se dezvoltă semnificativ mai multe forme negre. Acest lucru indică și influența mediului. Formele negre sunt mai dominante decât cele roșii și, prin urmare, dau naștere la descendenți mai întunecați. Forma roșie a gărgăriței cu două pete are șanse mai mari de a supraviețui în timpul iernii, în timp ce cele negre se reproduc cu atât mai bine și compensează pierderile. Temperatura corpului lor depinde de temperatura mediului ambiant. Părțile corpului colorate în negru absorb mai mult decât părțile corpului colorate în roșu. Când este iluminată, temperatura corpului variantei negre este de aproximativ 5,5 °C, cea a variantei roșii cu aproximativ 3 °C peste temperatura ambiantă de 18 °C. Acest lucru accelerează și activitatea metabolică a buburuzelor. Iarna, însă, acesta este un dezavantaj din cauza fluctuațiilor mari de temperatură. Acest lucru se datorează mortalității mai mari.
Culoarea servește ca un semnal de avertizare pentru prădători. În plus, buburuzele au un gust neplăcut, amar, care le face neatractive. În caz de pericol, pot secreta și o secreție gălbuie dintr-o deschidere a membranei sinoviale. Pe de o parte, această secreție de apărare alungă inamicii cu mirosul său neplăcut, pe de altă parte, conține alcaloizi otrăvitori (coccinellin). În același timp, buburuzele se prefac că sunt moarte (thanatoză) și își trag picioarele în mici adâncituri (caneluri) pe partea inferioară a corpului.

### Puncte
Caracteristica buburuzelor sunt punctele dispuse simetric pe elitrele lor . Sunt în mare parte negre, dar există și gândaci care poartă pete deschise, roșii sau maro, speciile având 2, 4, 5, 7, 10, 11, 13, 14, 16, 17, 18, 19, 22 și apar 24 de puncte. Punctele pot varia, de asemenea, în cadrul speciilor individuale. Există specimene fără puncte, ori punctele se îmbină în așa fel încât aproape întregul corp este negru. Numărul de puncte nu indică vârsta gândacului, mai degrabă numărul de puncte este caracteristic fiecărei specii și nu se modifică în timpul vieții gândacului. 

## Hrana
Hrana principală a multor specii de buburuze și a larvelor lor sunt afidele. Dacă există suficientă aprovizionare, vor mânca până la 50 de bucăți pe zi și câteva mii de-a lungul vieții. Prin urmare, gândacii sunt numărați printre insectele benefice și crescuți pentru combaterea biologică a dăunătorilor. Spectrul alimentar include, de asemenea, acarieni de păianjen, ploșnițe, gândaci, muște și ocazional chiar și larve de fluturi. Cu toate acestea, există și specii care se hrănesc cu plante și, prin urmare, sunt considerate uneori dăunătoare. Când hrana este rară, speciile intrinsec prădătoare recurg uneori și la alimente vegetale. Acestea sunt adesea fructe, dar și polen.
În ultimul stadiu, larvele devorează cea mai mare parte a hranei. Această etapă este accelerată de o temperatură ambientală ridicată.
Buburuzele și mai ales larvele lor sunt și canibale.